# Timeu de Locres
Timeu de Locres (grec antic: Τίμαιος, llatí: Timaeus) fou un filòsof pitagòric grec nascut a Locres Epizefiris, a la Magna Grècia, i suposadament mestre de Plató, segons Ciceró.
Existeix una obra que porta el seu nom escrita en dialecte dòric, titulada περὶ ψυχᾶς κόσμου καὶ φύσιος (Peri psychās kósmō kai phýsios, 'Sobre la naturalesa del món'), però la seva autenticitat és dubtosa i probablement és un resum del Timeu de Plató, del qual aquest Timeu n'és el protagonista. També és un dels interlocutors del Críties. L'enciclopèdia Suides diu que va escriure una vida de Pitàgores, però podria ser una part de la història de Sicília i Itàlia de Timeu de Tauromenium.